# Plan de Ayala, Zozocolco de Hidalgo
Plan de Ayala är en ort i Mexiko.   Den ligger i kommunen Zozocolco de Hidalgo och delstaten Veracruz, i den sydöstra delen av landet, 180 km öster om huvudstaden Mexico City. Plan de Ayala ligger 275 meter över havet och antalet invånare är 286.
Terrängen runt Plan de Ayala är huvudsakligen kuperad, men åt nordost är den platt. Runt Plan de Ayala är det ganska tätbefolkat, med 207 invånare per kvadratkilometer. Närmaste större samhälle är Olintla, 11,2 km sydväst om Plan de Ayala. I omgivningarna runt Plan de Ayala växer i huvudsak städsegrön lövskog.